# Atuurile morții
Atuurile morții (titlu original Trumps of Doom) este prima carte a celei de-a doua serii lui Roger Zelazny Cronicile Amberului și a șasea cartea a întregii serii. Dacă prima serie a fost povestită de Corwin, aceasta este istorisită de fiul său, Merlin. Atuurile morții a câștigat premiul Locus pentru "Cel mai bun roman fantasy" în 1986.

## Intriga
Merlin și-a petrecut ultimii ani pe Umbra Pământ, specializându-se în informatică și lucrând la Ghostwheel - un calculator bazat pe Atuuri și pe Model. După ce termină lucrul la proiect, se hotărăște să afle cine încearcă să îl ucidă în fiecare an pe 30 aprilie, înainte de a pleca înapoi în Amber.
Prietenul său, Lucas Raynard (Luke), încearcă să îl convingă să nu părăsească Grand Design, firma la care lucrau amândoi, aducându-i la cunoștință și faptul că fosta lui iubită, Julia Barnes, s-ar putea să aibă probleme. Căutând să afle natura acestor probleme, Merlin o găsește măcelărită de o creatură dintr-o altă Umbră.
Investigând crima, Merlin ajunge la magicianul Melman, care încearcă să îl ucidă în numele unei ființe necunoscute. Scăpând cu viață, Merlin ia legătura cu prinții Amberului, aflând că unul dintre ei, Caine, a fost asasinat. Alte tentative de asasinat asupra celorlalți prinți din Amber eșuează, fără ca cineva să știe cine se află în spatele acestor acțiuni.
Aflând despre Ghostwheel, Random îi cere lui Merlin să îl oprească, deoarece se teme că ar putea fi folosit împotriva Amberului de către cineva cu intenții rele. Însă Ghostwheel a devenit o ființă inteligentă capabilă să se apere singură, iar tentativa lui Merlin este sortită eșecului.
În cele din urmă, Merlin se reîntâlnește cu Luke, care dispăruse subit de pe Pământ și care îl închide într-o peșteră de cristal. El reunoaște că s-a aflat în spatele primelor tentative de asasinat din 30 aprilie și că vrea să îi ucidă pe toți prinții din Amber, pentru a răzbuna moartea tatălui său, Brand.

## Aluzii culturale
"Dl. Mulligan", proprietarul, reprezintă o aluzie la Buck Mulligan din romanul lui James Joyce Ulise.
Merlin îi explică lui Luke că proiectul Ghostwheel implică "o mulțime de rahat teoretic legat de spațiu și timp și câteva teorii ale unor tipi pe nume Everett și Wheeler." Teoria Everett-Wheeler a mecanicii cuantice propune o interpretare "multiple-lumi" în care se fragmentează instantaneu într-o serie de istorii alternative de fiecare dată când starea cuantică a oricărei particule din univers se schimbă în urma interacțiunii.
La sfârșitul cărții, Merlin este închis într-o peșteră de cristal, la fel ca tizul său din legendele Mesei Rotunde.

## Lista personajelor
- Merlin (Merle) Corey - Duce al Granițelor de Vest și Conte de Kolvir, informatician talentat, fiu al prințului Corwin din Amber și a prințesei Dara din Haos
- Lucas (Luke) Raynard - prieten al lui Merlin, care se dovedește a fi Rinaldo, fiu al prințului Brand din Amber
- Random - rege al Amberului
- Ghostwheel - inteligență artificială creată de Merlin
- Flora - prințesă din Amber
- Caine - prinț din Amber, asasinat
- Bleys - prinț din Amber
- Fiona - prințesă din Amber
- Benedict - prinț din Amber
- Llewella - prințesă din Amber
- Gerard - prinț din Amber
- Martin - fiul lui Random
- Meg Devlin - femeie care are o aventură cu Merlin, pe care îl avertizează asupra pericolelor care îl pândesc
- Julia Barnes - fostă iubită a lui Merlin de pe Pământ, asasinată
- Rick - librar, fost iubit al Juliei după ce aceasta s-a despărțit de Merlin
- Victor Melman - pictor și vrăjitor care primește misiunea de a-l ucide pe Merlin, asasinat de acesta din urmă
- Jasra - regină aparținând unei Umbre, care vrea să îl ucidă pe Merlin
- Bill Roth - avocat, bun prieten cu Merlin și cu tatăl acestuia, prințul Corwin
- George Hansen - grădinar, îl urmărește pe Merlin și are un comportament ciudat
- Doamna din Lac - femeie misterioasă care îl salvează pe Merlin cu prețul vieții
- Sfinxul - ființă mitologică, îl provoacă pe Merlin la un concurs de ghicitori care se încheie la egalitate
- Băiatul cu bicicleta - îi povestește lui Merlin ce se găsește în clădirea în care locuia Melman, clădire distrusă de flăcări după moartea vrăjitorului
- Dan Martinez - personaj misterios care se interesează de afacerile lui Luke, apoi încearcă să îl asasineze, dar este ucis
- Horace Crayper - secretarul lui Bill Roth
- Dl Mulligan - proprietarul stabilimentului în care a locuit Merlin pe Pământ